# Distretto di Gangdong
Gangdong (Hangŭl: 강동구; Hanja: 江東區) è un distretto di Seul. Ha una superficie di 24,59 km² e una popolazione di 465.958 abitanti al 2010.